# Tuapse
Tuapse (rusky Туапсе) je město v Krasnodarském kraji Ruska. Leží na břehu Černého moře severozápadně od Soči a jihovýchodně od Gelendžiku. Má přes šedesát tisíc obyvatel. Je tu významný přístav pro dopravu ropných výrobků a průmysl na zpracování ropy.

## Dějiny
Oblast se stala součástí Ruska v rámci Drinopolského míru v roce 1829. Během Krymské války byla zdejší pevnost v letech 1857-1859 v moci Turků.
Během druhé světové války bylo město velmi poškozeno při německém pokusu ho dobýt v rámci bitvy o Kavkaz. 

### Ruská invaze na Ukrajinu
V noci z 27. na 28. února 2023 během ruské invaze na Ukrajinu došlo k útoku bezpilotních letounů na areál ropného skladiště ve městě, v důsledku toho vypukl požár. K dalšímu útoku ukrajinských dronů na ropná skladiště došlo ráno 25. ledna 2024, kdy v důsledku dronového útoku došlo k masivnímu požáru rafinérie. Podle agentury Reuters jde o jedinou velkou ropnou rafinérií v Rusku, která se nachází na pobřeží Černého moře, přičemž kapacita závodu činila asi 240 tisíc barelů denně. Zpráva amerického Institutu pro studium války z 16. března 2024 s odvoláním na deník Kommersant uvádí, že firma Rosněfť doposud neobnovila provoz v rafinérii po úderu ukrajinského dronu z 25. ledna, což naznačuje, že útok pravděpodobně zařízení významně poškodil.

## Významní rodáci
- Vladimir Kramnik, šachista
- Vladimir Dračko, judista